# Maddy Morphosis
Maddy Morphosis es el nombre artístico de Daniel Truitt, una artista drag estadounidense conocida por participar en la temporada 14 de RuPaul's Drag Race. Es el primer concursante masculino abiertamente heterosexual en el programa. Desde 2023, presenta su propia serie web de entrevistas, Give It To Me Straight.

## Primeros años
Maddy Morphosis es de Fayetteville, Arkansas y trabajó en Target antes de aparecer en Drag Race. En el episodio inaugural de Give It To Me Straight (con Lady Camden) se reveló que había abandonado la universidad.

## Carrera
Maddy Morphosis lleva haciendo drag desde 2017 y se describe a sí misma como "la drag queen más sobrevalorada de Arkansas". Su nombre es un juego de palabras con "metamorfosis". Maddy Morphosis compitió en la temporada 14 de RuPaul's Drag Race como la primera concursante masculina heterosexual y cisgénero en aparecer en el programa. Respondiendo a las críticas por su casting, dijo que empezó a hacer drag después del instituto porque era "un espacio seguro para explorar mi propia identidad de género.... Para quien diga que representó a un grupo infrarrepresentado, le agradezco, pero los hombres heterosexuales no son un grupo perseguido y excluido dentro de la comunidad drag". El look de entrada de Maddy Morphosis en el primer episodio de Drag Race fue inspirado en Guy Fieri. Sam Damshenas de Gay Times escribió, "Maddy se ganó inmediatamente a los espectadores por su gran respeto por el drag y la cultura LGBTQ+, así como por sus asombrosas presentaciones en la pasarela". Maddy Morphosis recibió el premio Golden Boot durante el episodio de reunión, y lució un traje inspirado en Elvis Presley en la final de la temporada.

## Vida personal
La pareja de Maddy Morphosis, Jennifer Standridge, también es una artista drag, conocida como Miss Liza. Maddy Morphosis se identifica como heterosexual y cisgénero, y usa los pronombres she/her cuando esta en drag. Maddy Morphosis dijo, "Me identifico como un hombre heterosexual cisgénero, pero no estoy conforme con mi género en mi presentación.

## Filmografía

### Televisión
| Año  | Título                            | Papel      | Posición                   | Ref    |
| ---- | --------------------------------- | ---------- | -------------------------- | ------ |
| 2022 | RuPaul's Drag Race (temporada 14) | Ella misma | Concursante (Décimo lugar) | [ 15 ] |
| 2022 | RuPaul's Drag Race: Untucked      | Ella misma | Concursante (Décimo lugar) | [ 15 ] |

### Series web
| Año  | Título                 | Papel      | Notas      | Ref    |
| ---- | ---------------------- | ---------- | ---------- | ------ |
| 2022 | Whatcha Packin'        | Ella misma | Invitada   | [ 16 ] |
| 2022 | Drag Us Weekly         | Ella misma | Invitada   | [ 17 ] |
| 2023 | Give It To Me Straight | Ella misma | Anfitriona | [ 18 ] |

### Vídeos musicales
| Año  | Título | Artista       | Ref    |
| ---- | ------ | ------------- | ------ |
| 2022 | "GAGA" | Grace Gaustad | [ 19 ] |

## Premios y nominaciones
| Año  | Organización                   | Categoría                                                                                 | Trabajo            | Resultados | Ref.   |
| ---- | ------------------------------ | ----------------------------------------------------------------------------------------- | ------------------ | ---------- | ------ |
| 2022 | Critics' Choice Real TV Awards | Best Ensemble Cast in an Unscripted Series (Compartido con el reparto de la temporada 14) | RuPaul's Drag Race | Ganadora   | [ 20 ] |